# Danh sách trận đánh trong lịch sử Nhật Bản
| Lịch sử Nhật Bản | Lịch sử Nhật Bản |
| --- | ---------------- |
| Tiền sửThời kỳ đồ đá cũ ~15000 TCN Thời kỳ Jōmon (Thằng Văn) ~15000 TCN–300 TCN Thời kỳ Yayoi (Di Sinh) tk 4 TCN–tk 3 |                  |
| Cổ đạiThời kỳ Kofun (Cổ Phần) tk 3–tk 7 Thời kỳ Asuka (Phi Điểu) 592–710 Thời kỳ Nara (Nại Lương) 710–794 Thời kỳ Heian (Bình An) 794–1185 |                  |
| Phong kiếnThời kỳ Kamakura (Liêm Thương) 1185–1333 Tân chính Kemmu (Kiến Vũ) 1333–1336 Thời kỳ Muromachi (Thất Đinh) 1336–1573 Thời kỳ Nam-Bắc triều 1336–1392 Thời kỳ Chiến Quốc 1467–1590 Thời kỳ Azuchi-Momoyama (An Thổ-Đào Sơn) 1573–1603 Mậu dịch Nanban (Nam Man) Chiến tranh Nhật Bản – Triều Tiên 1592–1598 Thời kỳ Edo/Tokugawa (Giang Hộ/Đức Xuyên)1603–1868 Chiến tranh Nhật Bản – Lưu Cầu Chiến dịch Ōsaka (Đại Phản) Tỏa Quốc Đoàn thám hiểm Perry Hiệp ước Kanagawa (Thần Nại Xuyên) Bakumatsu (Mạc mạt) Minh Trị Duy tân Chiến tranh Boshin (Mậu Thìn) |                  |
| Hiện đạiThời kỳ Minh Trị (Meiji) 1868–1912 Nhật xâm lược Đài Loan 1874 Chiến tranh Tây Nam Chiến tranh Nhật–Thanh Hiệp ước Mã Quan Chiến tranh Ất Mùi 1895 Phong trào Nghĩa Hòa Đoàn Hòa ước Portsmouth Hiệp ước Nhật–Triều 1910 Thời kỳ Đại Chính (Taishō) 1912-1926 Nhật Bản trong Thế chiến thứ nhất Sự can thiệp của Nhật Bản vào Siberia Đại thảm họa động đất Kantō 1923 Thời kỳ Chiêu Hòa (Shōwa) 1926–1989 Chủ nghĩa quân phiệt Nhật Bản Sự kiện Phụng Thiên Nhật Bản xâm lược Mãn Châu Hiệp ước chống Quốc tế Cộng sản Chiến tranh Trung–Nhật Cuộc tấn công Trân Châu Cảng Vụ ném bom nguyên tử xuống Hiroshima và Nagasaki Chiến tranh Xô–Nhật Nhật Bản đầu hàng Thời kỳ bị chiếm đóng 1945-1952 Nhật Bản thời hậu chiếm đóng Kỳ tích kinh tế Nhật Bản thời hậu chiến Thời kỳ Bình Thành (Heisei) 1989–2019 Thập niên mất mát Động đất Kobe 1995 Cool Japan Động đất và sóng thần Tōhoku 2011 Thời kỳ Lệnh Hòa (Reiwa) 2019–nay Đại dịch COVID-19 tại Nhật Bản |                  |
| Xem thêm Thiên hoàng • Niên biểu • Đế quốc Nhật Bản Kinh tế • Giáo dục • Quân sự • Hải quân • Di sản thế giới |                  |
| x t s |                  |

Danh sách các trận đánh Nhật Bản là danh sách được sắp xếp ra theo từng năm, từng thời kỳ trong lịch sử Nhật Bản.

## Thời kỳ Yayoi
- Hậu kỳ Thế kỷ 2: Đại loạn nước Wa

## Thời kỳ Kofun
- Năm 527 - 528: Loạn Iwai
- Năm 534: Loạn Musashikokusou

## Thời kỳ Asuka
- Năm 587: Loạn Teibi
- Năm 645 -: Loạn Isshin
- Năm 663: Trận Hakusukinoe
- Năm 672: Loạn Jinshin

## Thời kỳ Nara
- Năm 720 - 721: Phản loạn Hayato
- Năm 740: Loạn Fujiwara no Hirotsugu
- Năm 764: Loạn Fujiwara no Nakamaro (Loạn Emi no Oshikatsu)
- Năm 780: Loạn Houki
- Năm 789: Trận Subuse

## Thời kỳ Heian
- Năm 780 - 802: Chinh phạt Emi
- Năm 810 -: Loạn Kusuko
- Năm 813 -: Chiến dịch xâm lược Triều Tiên của Kounin
- Năm 820 -: Chiến dịch xâm lược Tân La của Kounin
- Năm 869 -: Chiến dịch xâm lược Triều Tiên của Trinh Quán
- Năm 878 -: Loạn Gangyou
- Năm 893 -: Xâm lược Triều Tiên của Kanpyou
- Năm 936 - 941: Loạn Jyouhei, Tengyou
- Năm 939: Loạn Tengyou
- Năm 947: Loạn Fujiwara no Koresuke
- Năm 997 -: Chiến dịch xâm lược Triều Tiên của Choutoku
- Năm 1019: Xâm lược Toino
- Năm 1028 - 1030: Loạn Taira no Tadatsune
- Năm 1051 - 1062: Chiến dịch Zenkunen
  - Năm 1151: Trận Onikirube
  - Năm 1156: Trận Akutogawa
  - Năm 1156: Trận Kinominosaku
  - Năm 1062: Trận Komatsusaku
- Khoảng Năm 1070: Trận Enkyuuezo
- Năm 1083 - 1087: Chiến dịch Gosannen
  - Năm 1087: Trận Numatana
  - Năm 1156: Trận Kanazawasaku
- Năm 1107 - 1108: Loạn Minamoto no Yoshichika
- Năm 1156: Loạn Hougen
- Năm 1159: Loạn Heiji
- Năm 1179: Trận Tsubokamiyama
- Năm 1180 - 1185: Loạn Jishou, Jyuuei
  - Năm 1180: Trận Ishibashiyama
  - Năm 1180: Trận chiến Ichihara
  - Năm 1180: Trận Fujigawa
  - Năm 1181: Trận Sunomatagawa
  - Năm 1181: Trận Yokotagawara
  - Năm 1183: Trận Hiuchijyou
  - Năm 1183: Trận Nogimiya
  - Năm 1183: Trận Kurikaratouge
  - Năm 1183: Trận Shinohara
  - Năm 1183: Trận Mizushima
  - Năm 1183: Trận Muroyama
  - Năm 1183: Trận Houjyuuji
  - Năm 1184: Trận Ujigawa
  - Năm 1184: Trận Awatsu
  - Năm 1184: Trận Ichinotani
  - Năm 1185: Trận Yashima
  - Năm 1185: Trận Dannoura
- Năm 1185: Trận Kawaharatsu
- Năm 1189: Trận Oushuu
  - Trận Ishinazaka
  - Trận Atsukashiyama

## Thời kỳ Kamakura
- Năm 1190: Loạn Ookawakanetou
- Năm 1213: Trận Wada
- Năm 1221: Loạn Jyoukyuu
- Năm 1247: Trận Houji
- Năm 1274 - 1281: Chiến dịch Bunei, Kouan
- Năm 1326 - 1328: Đại loạn Ezo
- Năm 1331 - 1333: Loạn Genkou
  - Năm 1331: Trận Kasagiyama
  - Năm 1331: Trận Akasakajyou
  - Năm 1333: Trận Segawa
  - Năm 1333: Trận Chihayajyou
  - Năm 1333: Trận Kotesashigahara
  - Năm 1333: Trận Kumegawa
  - Năm 1333: Trận Bubaigawara
  - Năm 1333: Trận Sekido
  - Năm 1333: Trận Kamakura
  - Năm 1333: Trận Toushouji

## Thời kỳ Nam - Bắc triều
- Năm 1335: Loạn Nakasendai
- Năm 1335: Trận Yahagigawa
- Năm 1335: Trận Tegoshigawara

Trận Minatogawa

- Năm 1335: Trận Hakone, Takenoshita
- Năm 1335: Trận Sendashou
- Năm 1336: Trận Teshimagawara
- Năm 1336: Trận Tatarahama
- Năm 1336: Trận Minatogawa
- Năm 1337: Trận Kanegasaki (Thời kỳ Nam - Bắc triều)
- Năm 1338: Trận Aonogahara
- Năm 1338: Trận Ishitsu
- Năm 1338: Trận Fujishima
- Năm 1338 - Năm 1343: Trận Hitachi (Thời kỳ Nam - Bắc triều)
- Năm 1348: Trận Shijyounawate
- Năm 1350 - Năm 1352: Nhiễu loạn Kannou
  - Năm 1351: Trận Koumyouji
  - Năm 1351: Trận Uchidehama
  - Năm 1351: Trận Sattatouge
  - Năm 1352: Trận Hachiman
  - Năm 1352: Trận Musashino
    - Năm 1352: Trận Kotesashigawara
    - Năm 1352: Trận Fuefukitouge
- Năm 1359: Trận Chikugogawa
- Năm 1368: Loạn Musashiheiikki

## Thời kỳ Muromachi
- Năm 1391: Loạn Meitoku
- Năm 1399: Loạn Ouei
- Năm 1400: Trận Ootou
- Năm 1416: Loạn Uesugizenshuu
- Năm 1418: Sự kiện Kazusahonikki
- Năm 1419: Trận Ouei
- Năm 1429: Loạn Yamatoeikyou
- Năm 1437: Loạn Eikyou
- Năm 1440: Trận Yuuki
- Năm 1441: Loạn Kakitsu
- Năm 1454 - 1482: Loạn Kyoutoku
- Năm 1455: Trận thành Tsutsui lần 1
- Năm 1455: Loạn Kyoutoku lần 2 Trận thành Kannonji lần 1
- Năm 1457: Trận Koshamain
- Năm 1458 - 1459: Trận Chouroku
- Năm 1466: Trận thành Tsutsui lần 2
- Năm 1467 - 1477: Loạn Ounin
  - Năm 1468: Trận thành Kannonji lần 1
  - Năm 1468: Trận thành Kannonji lần 2
  - Năm 1469: Trận thành Kannonji lần 3
- Năm 1476 - 1480: Loạn Nagaokageharu
  - Năm 1477: Trận Ekoda, Numabukurohara
- Năm 1477: Trận thành Tsutsui lần 3
- Năm 1478: Trận Sakainehara
- Năm 1479 - 1480: Loạn Mourijirou Lần 1
- Năm 1483: Trận Kawachijyuushichikasho
- Năm 1485：Sự kiện Ikki ở Yamashiro no Kuni
- Năm 1487 - 1505: Loạn Choukyou

## Thời kỳ Chiến Quốc
- Năm 1473 - 1580: Sự kiện Ikkou Ikki ở Kaga
- Năm 1483: Trận thành Tsutsui lần 4
- Năm 1485 - 1493: Sự kiện Ikki ở Yamashiro Kuni
- Năm 1487 - 1491: Loạn Choukyuu, Entoku
- Năm 1487 - 1489: Loạn Mourijirou lần 2
- Năm 1504: Trận thành Yodoko lần 1
- Năm 1504: Trận Tachikawa no Hara
- Năm 1506: Trận Kuzuryuugawa
- Năm 1509: Trận Nyougatake
- Năm 1510: Loạn Sanpo
- Năm 1511: Trận Fukai
- Năm 1511: Trận Ashiyakawara
- Năm 1511: Trận Funaokayama
- Năm 1516: Trận thành Tsutsui lần 5
- Năm 1517: Trận Aritanakaite
- Năm 1519 - 1520: Trận thành Koshimizu
- Năm 1521:  Trận Gyoujindai
- Năm 1523: Loạn Ninpoo
- Năm 1524: Trận Takanawahara
- Năm 1526: Trận tấn công Rokuura
- Năm 1527: Trận Karrakawara
- Năm 1530: Trận Tatenawate
- Năm 1530: Trận thành Yorifuji
- Năm 1531: Loạn Kyouroku
- Năm 1531: Trận Nakajima
- Năm 1531: Sự kiện Daimotsukuzure
- Năm 1532: Trận thành Iimoriyama
- Năm 1532: Trận chùa Yamashinahonganji
- Năm 1533: Sự biến Inamura
- Năm 1533: Loạn Tenbun
- Năm 1536: Loạn Hanakura
- Năm 1536: Loạn Tenbunhokke Trận thành Gasantoda lần 1
- Năm 1538: Trận Kounodai lần 1
- Năm 1539: Trận thành Edayoshi lần 1
- Năm 1540 - 1549: Trận Anjyou
- Năm 1540 - 1541: Trận thành Yoshidakooriyama
- Năm 1541: Trận thành Hitokura
- Năm 1542 - 1543: Trận thành Gasantodajyou lần 1
- Năm 1542 - 1548: Loạn Tenbun
- Năm 1542: Trận Taiheiji
- Năm 1542: Trận Azukizaka lần 1
- Năm 1546: Trận thành Kawagoe
- Năm 1546: Trận Hashizugawa
- Năm 1547: Trận Odaibara
- Năm 1547: Trận chùa Shariji
- Năm 1548: Trận Azukizaka lần 2
- Năm 1548: Trận Uedahara
- Năm 1549: Trận Eguchi
- Năm 1550: Trận thành Toishi
- Năm 1551: Sự biến chùa Daineiji
- Năm 1553 - 1564: Trận Kawanakashima
- Năm 1554: Trận thành Kuroi
- Năm 1554: Trận Oshikibata
- Năm 1554: Trận Murakitoride
- Năm 1554 - 1555: Trận thành Edayoshi lần 2
- Năm 1555: Trận Itsukushima
- Năm 1555 - 1557: Kinh lược Bouchou
- Năm 1556: Trận Nagaragawa
- Năm 1556: Trận Inou
- Năm 1558: Trận Ishigasegawa
- Năm 1558: Trận Ukino
- Năm 1560: Trận Nagahama
- Năm 1560: Trận Okehazama
- Năm 1560: Trận Norada
- Năm 1561: Trận núi Shogunjizou
- Năm 1562: Trận Kumeda
- Năm 1562: Trận chùa Kyoukouji
- Năm 1562 - 1565: Trận thành Gassantoda lần 2
- Năm 1563: Trận Yutokoroguchi
- Năm 1563: Sự kiện Ikkou, Ikki ở Mikawa
- Năm 1564: Trận Kounodai lần 2
- Năm 1565: Trận thành Tsutsui lần 6
- Năm 1565: Trận thành Tsutsui lần 7
- Năm 1566: Trận thành Takiyama
- Năm 1567: Trận Yasumimatsu
- Năm 1567 - 1574: Sự kiện Ikkou, Ikki ở Nagashima
- Năm 1567: Trận Toudaiji Daibutsuden
- Năm 1567: Trận Mifuneyama
- Năm 1567 - 1568: Can thiệp xứ Iyo của gia tộc Mouri
- Năm 1568: Trận thành Shigisan
- Năm 1568: Trận thành Kanonji
- Năm 1569: Loạn Oouchiteruhiro
- Năm 1569: Trận Tatarahama lần 1

## Thời kỳ Azuchi - Momoyama
- Năm 1568: Trận thành Shouryuuji
- Năm 1568: Trận thành Tsutsui lần 8
- Năm 1568 - 1570: Xâm chiếm vùng Suruga của Takeda Shingen
- Năm 1569: Trận Yaru
- Năm 1569: Trận đèo Mimase
- Năm 1569: Trận Tatarahama lần 2
- Năm 1570: Trận Imayama
- Năm 1570: Trận Fubeyama
- Năm 1570 - 1580: Trận Ishiyama
- Năm 1570: Trận Kanegasaki
- Năm 1570: Trận Anegawa
- Năm 1570: Trận thành Noda, Fukushima
- Năm 1570: Trận Shiga
  - Năm 1570: Trận thành Usayama
- Năm 1571: Trận Shiraikawara
- Năm 1571: Trận thành Nirengi
- Năm 1571: Trận thành Tatsuichi
- Năm 1571: Sự kiện phóng hỏa núi Hieizan
- Năm 1572: Trận thành Uezakura
- Năm 1572: Chiến dịch Saijyou
- Năm 1572: Trận thành Iwamura
- Năm 1572: Trận thành Futamata
- Năm 1572: Trận Mikatagahara
- Năm 1572: Trận Kizakibaru
- Năm 1573: Trận thành Noda
- Năm 1573: Trận thành Makishima
- Năm 1573: Trận thành Yodoko lần 2
- Năm 1573: Trận thành Ichijyoudani
- Năm 1573: Trận thành Wakae
- Năm 1574 - Năm 1575: Sự kiện Ikkou, Ikki ở Echizen
- Năm 1574: Trận thành Takatenjin lần 1
- Năm 1575: Trận thành Takaya
- Năm 1575: Trận Nagashino
- Năm 1575: Trận thành Iwamura
- Năm 1575: Trận Shimantogawa
- Năm 1575 - Năm 1576: Trận thành Kuroi lần 1
- Năm 1576: Trận thành Nanao
- Năm 1576: Trận Kizugawaguchi lần 1
- Năm 1577: Trận Saika
- Năm 1577: Trận Tedorigawa
- Năm 1577: Trận thành Shigisan
- Năm 1577 - Năm 1582: Chinh phạt Chugoku
- Năm 1577: Trận thành Takeda
- Năm 1578: Trận thành Oota lần 1
- Năm 1578: Trận Kizugawaguchi lần 2
- Năm 1578 - Năm 1579: Trận thành Arioka
- Năm 1578: Trận Mimigawa
- Năm 1578: Trận thành Kouzuki
- Năm 1578 - Năm 1580: Trận Miki
- Năm 1578 - Năm 1579: Loạn Otate
- Năm 1578: Trận Tsukiokano
- Năm 1579: Trận thành Kuroi lần 2
- Năm 1579: Trận thành Yagi
- Năm 1580: Trận thành Hanakuma
- Năm 1580: Trận Nagouta, Nagasegawa
- Năm 1581: Trận thành Takatenjin lần 2
- Năm 1581: Loạn Tenshouiga
- Năm 1582: Chinh phạt Takeda
- Năm 1582: Trận thành Uozu
- Năm 1582: Sự kiện Honnouji
- Năm 1582: Trận Yamazaki
- Năm 1582: Trận Kannagawa
- Năm 1582: Trận thành Sogou lần 1
- Năm 1582: Trận Nakatomigawa
- Năm 1582: Loạn Tenshoujingo
- Năm 1583: Trận Shizugatake
- Năm 1584: Trận Komaki, Nagakute
  - Năm 1584: Trận thành Iwasaki
  - Năm 1584: Trận thành Sogou lần 2
- Năm 1584: Trận Okitanawate
- Năm 1584: Trận Aso
- Năm 1585: Chinh phạt Kishu của Toyotomi Hideyoshi
  - 1585: Trận thành Sengokubori
  - Năm 1585: Trận thành Oota lần 2
- Năm 1585: Viễn chinh Shikoku của Toyotomi Hideyoshi
- Năm 1585: Chiến dịch Toyama
- Năm 1585: Trận Ueda
- Năm 1585: Trận Hitotoribashi
- Năm 1585: Trận thành Kawarayama
- Năm 1586: Trận thành Iwaya
- Năm 1587: Trận Hetsugigawa
- Năm 1587: Chiến dịch Kyuushu
  - Năm 1587: Trận Nejirozaka
- Năm 1587: Sự kiện Ikki ở Higokoku
- Năm 1588: Trận Oosaki
- Năm 1589: Trận Suriagehara
- Năm 1590: Chiến dịch Odawara
- Năm 1590: Trừng phạt Oushu
- Năm 1590: Sự kiện Ikki ở Kasai Oosaki
- Năm 1591: Loạn Kunohe Masazane
- Năm 1592: Sự kiện Ikki ở Umekita
- Năm 1592 - 1598: Chiến tranh Nhật Bản-Triều Tiên
  - Năm 1592: Hải chiến đảo Hansan (Triều Tiên)
  - Năm 1592 - 1593: Trận thành Jinju (Triều Tiên)
  - Năm 1593: Trận Byeokjegwan (Triều Tiên)
  - Năm 1597: Trận Chilcheollyang (Triều Tiên)
  - Năm 1597: Trận Myeongnyang (Triều Tiên)
  - Năm 1597 - 1598: Trận thành Ulsan (Triều Tiên)
  - Năm 1598: Trận thành Suncheon (Triều Tiên)
  - Năm 1598: Trận Sacheon (Triều Tiên)
- Năm 1599: Loạn Shounai
- Năm 1600: Chiến dịch Sekigahara
  - Chinh phạt Aizu
  - Trận thành Fushimi
  - Trận thành Shiraishi
  - Trận sông Kisogawa, Goutogawa
  - Trận Kuzegawa
  - Trận Sekigahara
  - Trận Ueda
  - Trận Asainawate
  - Trận thành Tanabe
  - Trận thành Hasedou
  - Trận thành Ōtsu
  - Trận thành Toba
  - Trận thành Sawayama
  - Trận thành Ōgaki
  - Trận Matsukawa
- Năm 1602: Loạn Inazu

## Thời kỳ Edo
- Năm 1608 ： Sự kiện Ikki năm Keichou ở Yamashiro
- Năm 1609 : Chiến tranh Nhật Bản – Lưu Cầu
- Năm 1614 - 1615: Trận vây hãm Osaka
  - Năm 1614: Trận Noda, Fukushima
  - Năm 1615: Trận thành Kōriyama
- Năm 1637 - 1638: Loạn Shimabara
- Năm 1669: Trận Shakushain
- Năm 1677 ： Sự kiện Ikki ở Gujyou
- Năm 1686 ： Náo động Jyoukyou
- Năm 1739 ： Sự kiện Ikki năm Genbun
- Năm 1761 ： Náo động Ueda
- Năm 1764 ： Náo động Tenma
- Năm 1768 ： Náo động Niigata Meiwa
- Năm 1771 ： Sự kiện Ikki ở Nijinomatsubara
- Năm 1786 ： Sự kiện Ikki ở Sukumo
- Năm 1789: Trận Menashi-Kunashir
- Năm 1793 ： Sự kiện Ikki ở Takeshi Zaemon
- Năm 1814 ： Náo động Hokuetsu
- Năm 1825 ： Náo động Akamino
- Năm 1831 ： Sự kiện Ikki Tenbou ở phiên Chōshū
- Năm 1836 ： Náo động Tenbou
- Năm 1837: Loạn Ooshiohei Hachirou
- Năm 1838 ： Sự kiện Ikki ở Sadokuni
- Năm 1847 ： Sự kiện Ikki ở Sanhei
- Năm 1856 ： Sự kiện Ikki ở Shibuzome
- Năm 1863: Sự biến Tenchūgumi
- Năm 1863: Chính biến ngày 18 tháng 8
- Năm 1863: Sự biến Ikuno
- Năm 1863: Loạn Mito
- Năm 1863: Trận oanh tạc Kagoshima
- Năm 1864: Sự biến Cấm Môn
- Năm 1864: Trận Shimonoseki
- Năm 1864: Viễn chinh Chōshū
- Năm 1868: Trận Matsuyama
- Năm 1868 - 1869: Chiến tranh Boshin
  - Trận Toba-Fushimi
    - Trận Yodosen Ryoumatsu

  - Hải chiến Awa
  - Trận Kōshū-Katsunuma
  - Trận thành Utsunomiya
  - Trận Ichikawa, Funabashi
  - Trận Goi
  - Trận Ueno
  - Trận Hokuetsu
  - Trận Aizu
    - Trận cửa sông Shirakawa
    - Trận đèo Bonari
    - Trận Nihonmatsu
    - Trận Nikkouguchi
    - Trận Iwaki

  - Trận Hakodate
    - Hải chiến vịnh Miyako
    - Trận Futamataguchi
    - Hải chiến vịnh Hakodate

## Thời kỳ Minh Trị
- Năm 1869: Náo động Bandori
- Năm 1872: Náo động Teisuke
- Năm 1873: Sự kiện Ikki ở Chikuzen Takeyari
- Năm 1874: Loạn Saga
- Năm 1876: Loạn Shinpūren
- Năm 1876: Loạn Akizuki
- Năm 1876: Loạn Hagi
- Năm 1877: Chiến tranh Tây Nam
  - Cuộc vây hãm thành Kumamoto
    - Trận Tabaruzaka
- Năm 1884: Sự kiện Chichibu
- Năm 1894 - 1895: Chiến tranh Thanh-Nhật
  - Trận P'ungto
  - Hải chiến Hoàng Hải
- Phong trào Nghĩa Hòa Đoàn (Trung Quốc)
- Năm 1904 - 1905: Chiến tranh Nga-Nhật
  - Hải chiến vịnh Chemulpo
  - Hải chiến cảng Lữ Thuận
  - Trận sông Áp Lục
  - Hải chiến Hoàng Hải
  - Hải chiến Ulsan
  - Trận vây hãm cảng Lữ Thuận
  - Trận Liêu Dương
  - Trận Sa Hà
  - Trận Hắc Câu Đài
  - Trận Phụng Thiên
  - Hải chiến Tsushima

## Thời kỳ Đại Chính
- Năm 1914: Chiến tranh thế giới thứ nhất (toàn thế giới)
  - Trận Thanh Đảo (Trung Quốc)
- Năm 1918: Can thiệp Siberia (Nga)
- Năm 1918: Náo động gạo năm 1918 bắt đầu từ tỉnh Toyama, sau lan ra toàn quốc
- Năm 1920: Sự kiện Nikolayevsk (Nga)
- Năm 1922: Cuộc bãi công của tá điền làng Kizaki (Trung Quốc)
- Năm 1923: Sự kiện Trường Sa (Trung Quốc)
- Năm 1927: Sự kiện Nam Kinh (Trung Quốc)
- Năm 1927: Sự kiện Hán Khẩu (Trung Quốc)
- Năm 1927: Can thiệp Sơn Đông (Trung Quốc)
- Năm 1928: Sự kiện Tế Nam (Trung Quốc)

## Thời kỳ Chiêu Hòa (tiền chiến)
- Năm 1931: Sự biến Mãn Châu (Trung Quốc)
- Năm 1931: Sự kiện đại úy Nakamura (Trung Quốc)
- Năm 1932: Sự biến Thượng Hải (Trung Quốc)
- Năm 1932: Sự kiện Vạn Bảo Sơn (Trung Quốc)
- Năm 1932: Sự kiện Bình Đỉnh Sơn (Trung Quốc)
- Năm 1936: Sự kiện Thành Đô (Trung Quốc)
- Năm 1936: Sự kiện Bắc Hải (Trung Quốc)
- Năm 1937: Chiến tranh Trung - Nhật/Sự biến Nhật Hoa, Sự biến Chi Na
  - Sự kiện Lư Câu Kiều
    - Sự kiện Đại Hồng Môn (Trung Quốc)
    - Sự kiện Lang Phường (Trung Quốc)
    - Sự kiện Quảng An Môn (Trung Quốc)
    - Sự kiện Thông Châu (Trung Quốc)
    - Chiến dịch Chahar

  - Trận Thượng Hải
    - Sự kiện sát hại trung úy Ooyama (Trung Quốc)
- Tháng 9 – tháng 5 Năm 1939: Chiến dịch Khalkhyn Gol
- Năm 1939: Chiến tranh thế giới thứ hai
  - Chiến tranh Đại Đông Á 、Chiến tranh Thái Bình Dương
    - Trận Trân Châu Cảng
    - Trận Philippines (1941-1942)
    - Trận Burma
      - Trận Admin Box
      - Trận Ramou, Touetsu

    - Đánh chìm Prince of Wales và Repulse
    - Không kích Ấn Độ Dương (1942)
    - Trận chiến biển Coral
    - Trận Midway
    - Chiến dịch Guadalcanal
    - Chiến dịch quần đảo Solomon
      - Trận chiến đảo Savo
      - Trận chiến Đông Solomon
      - Trận mũi Esperance
      - Trận chiến quần đảo Santa Cruz
      - Trận hải chiến Guadalcanal
      - Trận Tassafaronga
      - Trận đảo Rennell
      - Chiến dịch Ke
      - Trận hải chiến biển Bismarck
      - Trận eo biển Blackett

    - Chiến dịch đảo Aleutian
      - Chiến dịch I-Go
      - Trận vịnh Kula
      - Trận Kolombangara
      - Trận vịnh Vella
      - Trận Horaniu
      - Trận hải chiến Vella Lavella
      - Trận vịnh Nữ hoàng Augusta
      - Chiến dịch Rogou
      - Trận mũi St. George

    - Trận Imphal
    - Chiến dịch Ichi-Go
    - Trận Peleliu
    - Trận chiến biển Philippines
    - Trận Leyte
    - Trận chiến vịnh Leyte
    - Chiến dịch Philippines (1944-1945)
      - Chiến dịch Reigou
      - Trận Luzon

    - Trận Irrawaddy
    - Chiến dịch Hokugou
    - Không kích lãnh thổ Nhật Bản
    - Trận Iwo Jima
    - Trận Okinawa
    - Chiến dịch Kikusui
    - Cuộc hành quân Ten-Go
    - Trận eo biển Malacca
    - Chiến dịch Mãn Châu
    - Sự đầu hàng của Nhật Bản

## Thời kỳ Chiêu Hòa (hậu chiến)
- Năm 1946: Sự kiện Tsuuka
- Năm 1946: Sự kiện tập kích đồn cảnh sát Nagasaki
- Năm 1946: Sự kiện tập kích đồn cảnh sát địa phương trước ga Toyama
- Năm 1946: Sự kiện tập kích đồn cảnh sát Shichijyou
- Năm 1946: Sự kiện tập kích đồn cảnh sát Tomisaka
- Năm 1947: Sự kiện tập kích đồn cảnh sát địa phương Obanazawa
- Năm 1948: Tranh chấp lớn ở Hamamatsu
- Năm 1948: Sự kiện Shimonoseki
- Năm 1950: Sự kiện tập kích công sở quận Nagata
- Năm 1952-Hiện nay: Tranh chấp đảo Takeshima  (tỉnh Shimane)
- Năm 1952: Sự kiện tập kích nhà viên cảnh sát Nara
- Năm 1952: Sự kiện tập kích phòng thuế vụ Goshogawara
- Năm 1953: Sự kiện hiệu Razuezunoi  (nằm ngoài khơi bờ biển Okhotsk)
- Năm 1960: Bạo động Yamatani (Tokyo)
- Năm 1960: Hiệp ước an ninh Nhật - Mỹ 60 năm
- Năm 1961: Bạo động Nishinari lần 1, là vụ bạo động xảy ra 21 lần trong thời gian 13 năm từ năm 1961 đến năm 1973 tại khu Airin quận Nishinari, thành phố Osaka
- Năm 1961: Sự kiện Sanyuu  (Tỉnh Chiba)
- Năm 1966-Hiện nay：Đấu tranh Narita
- Năm 1968-1969: Tranh chấp Toudai (Tokyo), Tranh chấp Nichidai (Tokyo)
  - Sự kiện giảng đường Toudai Yasuda (Tokyo)
- Năm 1970: Sự kiện Mishima
- Niên đại 1970: Mặt trận vũ trang chống Nhật ở Đông Á
  - Năm 1974: Sự kiện đập phá cơ sở công nghiệp nặng của Mitsubishi  (Tokyo)
- Năm 1971-1985:　Đấu tranh Sanrizuka
  - Năm 1971: Sự kiện ngã tư Touhou
  - Năm 1978: Sự kiện chiếm cứ đài kiểm soát sân bay Narita
  - Năm 1985: Đấu tranh địa phương Narita 20.10
- Năm 1971-2001: Hồng quân Nhật Bản
  - Năm 1972: Sự kiện thảm sát sân bay Lod  (Israel)
  - Năm 1972: Sự kiện sơn trang Asama  (Tỉnh Nagano)
  - Năm 1973: Sự kiện cướp máy bay hãng hàng không Nhật Bản ở Dubai (Các Tiểu vương quốc Ả Rập Thống nhất)
  - Năm 1977: Sự kiện cướp máy bay hãng hàng không Nhật Bản ở Dhaka (Bangladesh)
  - Năm 1986: Sự kiện Jakarta (Indonesia)
- Năm 1973: Sự kiện Ageo  (Tỉnh Saitama)
- Năm 1973:

Bạo động đường sắt thủ đô quốc gia  (gồm các tỉnh Saitama, Tokyo, Chiba, Kanagawa)
- Năm 1980: Bạo động Koza  (Tỉnh Okinawa)
- Năm 1985: Sự kiện tàu khả nghi trên biển Hyūganada

## Thời kỳ Bình Thành
- Niên đại 1980-Niên đại 1990: Sự kiện giáo phái Aum (Tokyo), (Tỉnh Yamanashi)
- Năm 1990: Bạo động Nishinari lần 22, (vụ bạo động Nishinari phát sinh cách đây khoảng 17 năm tại Osaka)
- Năm 1992: Bạo động Nishinari lần 23 (Osaka)
- Năm 1996: Sự kiện chiếm cứ công sứ quán Nhật Bản tại Peru
- Năm 1999: Sự kiện tàu khả nghi ngoài khơi bán đảo Noto (ngoài khơi bán đảo Noto biển Nhật Bản)
- Năm 2001: Trận Amami Ōshima (vùng biển tây nam Kyuushu, biển đông Trung Quốc)
- Năm 2002: Sự kiện tàu khả nghi vùng biển Trung bộ biển Nhật Bản
- Năm 2008: Bạo động Nishinari lần 24 (vụ bạo động Nishinari phát sinh cách đây khoảng 16 năm tại Osaka)
- Năm 2010: Sự kiện đảo Senkaku